# Kalabahi Tengah
Kalabahi Tengah is een bestuurslaag in het regentschap Alor van de provincie Oost-Nusa Tenggara, Indonesië. Kalabahi Tengah telt 5499 inwoners (volkstelling 2010).